# Phonognatha melania
Phonognatha melania là một loài nhện trong họ Araneidae.
Loài này thuộc chi Phonognatha. Phonognatha melania được Ludwig Carl Christian Koch miêu tả năm 1871.